# SDSS J122417.94+075557.8
SDSS J122417.94+075557.8 ist eine Galaxie im Sternbild Jungfrau auf der Ekliptik. Sie ist schätzungsweise 987 Millionen Lichtjahre von der Milchstraße entfernt. Im selben Himmelsareal befinden sich u. a. die Galaxien NGC 4318, NGC 4334, NGC 4353, IC 3271.